# Hôtel Colombel de la Rousselière
L'hôtel Colombel de la Rousselière est un hôtel particulier situé à L'Aigle, en France.

## Localisation
Le monument est situé dans le département français de l'Orne, au no 28 de la rue des Émangeards, à L'Aigle, à 150 m au sud de l'église Saint-Martin.

## Architecture
Les façades et toitures des bâtiments entourant la cour, les pièces suivantes avec leur décor : dans le pavillon sud, la chambre au deuxième étage, dans le bâtiment nord des communs, la pièce du premier étage à l'angle nord-ouest de la cour, dans l'hôtel proprement dit, au premier étage, le grand salon et la porte de la pièce attenante ainsi que le petit salon, et au deuxième étage, trois chambres, sont inscrits au titre des monuments historiques depuis le 25 novembre 1981.